# Brigitte Roesen
Brigitte Roesen (née Krämer le 18 janvier 1944) est une athlète allemande spécialiste du saut en longueur. Elle a concouru sous les couleurs de l'Allemagne de l'Ouest, pour l'OSC Dortmund.

## Biographie

### Palmarès
| Date | Compétition                    | Lieu     | Résultat | Performance |
| ---- | ------------------------------ | -------- | -------- | ----------- |
| 1971 | Championnats d'Europe en salle | Sofia    | 7e       | 6,20 m      |
| 1972 | Championnats d'Europe en salle | Grenoble | 1re      | 6,58 m      |

### Records
| Épreuve          | Épreuve   | Performance | Lieu         | Date     |
| ---------------- | --------- | ----------- | ------------ | -------- |
| Saut en longueur | Plein air | 6,51 m      | 11 juin 1972 | Bucarest |
| Saut en longueur | Salle     | 6,58 m      | 12 mars 1972 | Grenoble |